# ダゾプリド
ダゾプリド(Dazopride)は、ベンズアミド系の制吐薬、消化管機能改善薬である。未だ市販されたことはない。5-HT3受容体のアンタゴニスト及び5-HT4受容体のアゴニストとして作用する。胃腸への作用に加え、マウスでは、学習や記憶を手助けする効果が見られた。